# Geogarypus tenuis
Geogarypus tenuis es una especie de arácnido del orden Pseudoscorpionida de la familia Geogarypidae.

## Distribución geográfica
Se encuentra en Sri Lanka.